# Aktion Saubere Hände

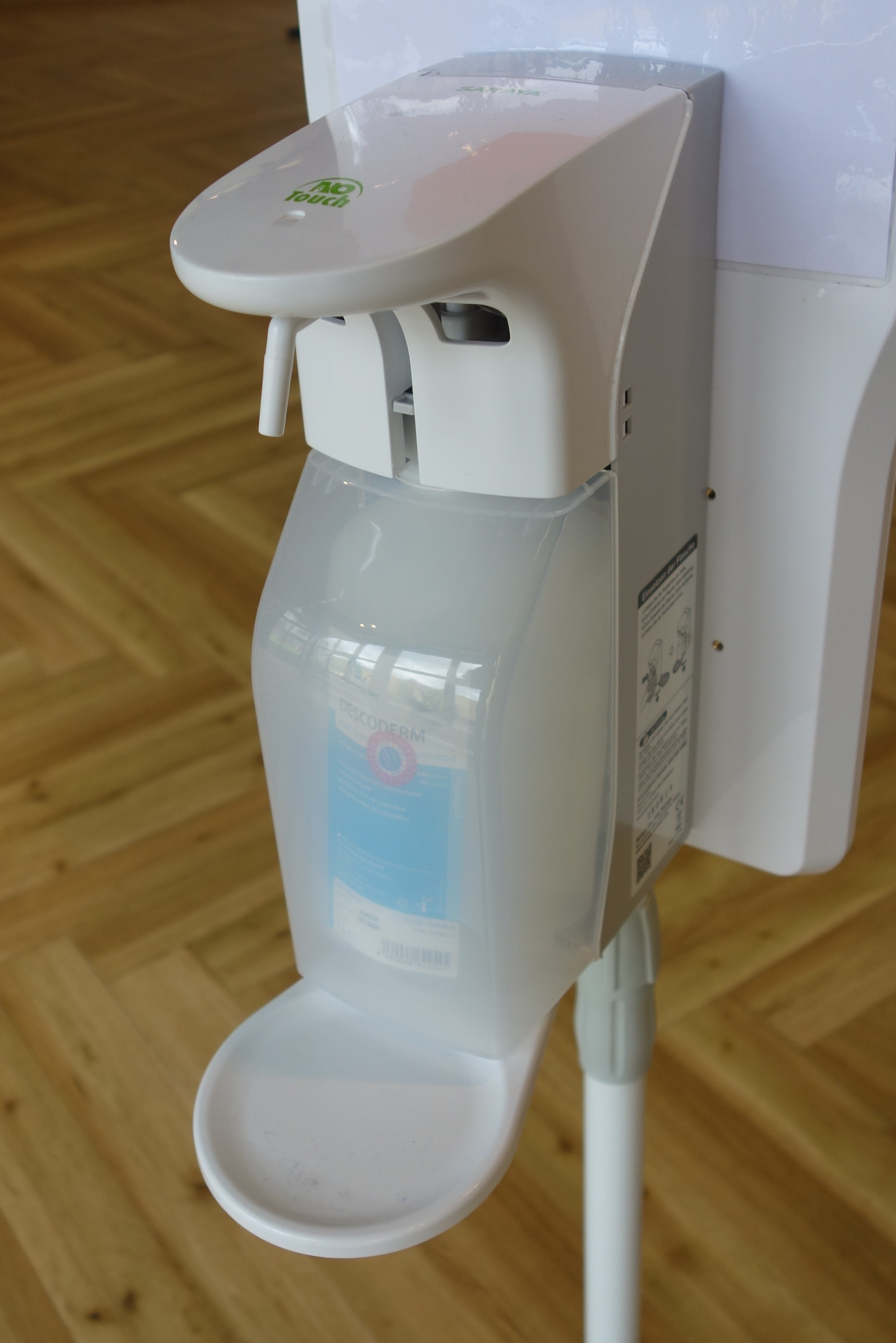
„Non-touch“-Desinfektionsmittelspender zur Händedesinfektion

Die Aktion Saubere Hände (ASH) ist ein Aktionsbündnis mehrerer Institutionen des deutschen Gesundheitswesens. Es soll zur Verbreitung und Stärkung der Händehygiene in medizinischen und in pflegerischen Arbeitsbereichen beitragen, um Krankenhausinfektionen vorzubeugen.

## Geschichte
Inspiriert durch eine Hygienekampagne der Weltgesundheitsorganisation basiert die Aktion Saubere Hände auf einer gemeinsamen Initiative des Aktionsbündnis Patientensicherheit, der Gesellschaft für Qualitätsmanagement in der Gesundheitsversorgung und des Nationalen Referenzzentrums für Surveillance von nosokomialen Infektionen (NRZ).
Im Zuge der WHO-Kampagne „Clean Care is Safer Care“, bei der sich 162 Nationen zur Etablierung einer adäquaten Händehygiene im Gesundheitsbereich verpflichteten, wurde die ASH im Jahr 2008 mit Unterstützung des Bundesministeriums für Gesundheit (BMG) begründet. Bis 2010 beteiligten sich bereits über 750 Krankenhäuser, Pflegeheime und sonstige Einrichtungen, die mit der Versorgung von Patienten betraut waren. Während sich die ASH bis dahin schwerpunktmäßig an Krankenhäuser wendete, werden seit 2011 auch verstärkt Alten- und Pflegeheime sowie der ambulante Bereich der medizinischen und pflegerischen Versorgung, beispielsweise Pflegedienste, miteingebunden.
Seit 2008 wird die Aktion Saubere Hände durch die Direktorin des Nationalen Referenzzentrums für Surveillance von nosokomialen Infektionen, Petra Gastmeier organisiert. Die Berliner Medizinerin nahm im Jahr 2013 in Anerkennung der Arbeit der ASH eine Auszeichnung der WHO für die Verbesserung der Hygiene im Gesundheitswesen entgegen. Die ASH war die erste europäische Organisation, die diese Auszeichnung erhielt. Im selben Jahr endete die finanzielle Förderung durch das BMG. Seitdem finanziert sich die ASH durch Spendengelder. Neben mehreren hundert stationären und ambulanten Pflegeeinrichtungen nehmen inzwischen mehr als 1000 deutsche Krankenhäuser und Kliniken an der ASH teil.
Nach Angaben des Robert Koch-Instituts nimmt die WHO-Kampagne Clean Care is Safer Care für sich in Anspruch, durch Verbesserung der Händehygiene weltweit jährlich fünf bis acht Millionen Menschenleben zu retten. Inzwischen gibt es in diesem Rahmen in vielen Ländern Organisationen und Initiativen, die der Aktion Saubere Hände vergleichbar sind, z. B. die französische Mission Mains Propres oder die STOP! Clean your hands - ARRÊT! lavez vos mains in Kanada.

## Ziele und Methoden
Ziel der Aktion Saubere Hände ist die Verbreitung und Etablierung der Hygienischen Händedesinfektion in allen Einrichtungen des Gesundheitswesens. Hierfür erarbeitet die ASH Materialien und organisiert Kursangebote. Zudem findet jährlich ein Aktionstag statt. Weitere wesentliche Säule des Engagements der ASH ist die Erhebung, Sammlung und Auswertung von Daten hinsichtlich der Händehygiene im deutschen Gesundheitswesen. Hierfür wird mit dem Erhebungs-Modul HAND-KISS der Verbrauch von Händedesinfektionsmitteln in den teilnehmenden Einrichtungen, sowie die Bereitschaft des Personals, diese Mittel sachgerecht einzusetzen, ermittelt.

### Hand-KISS

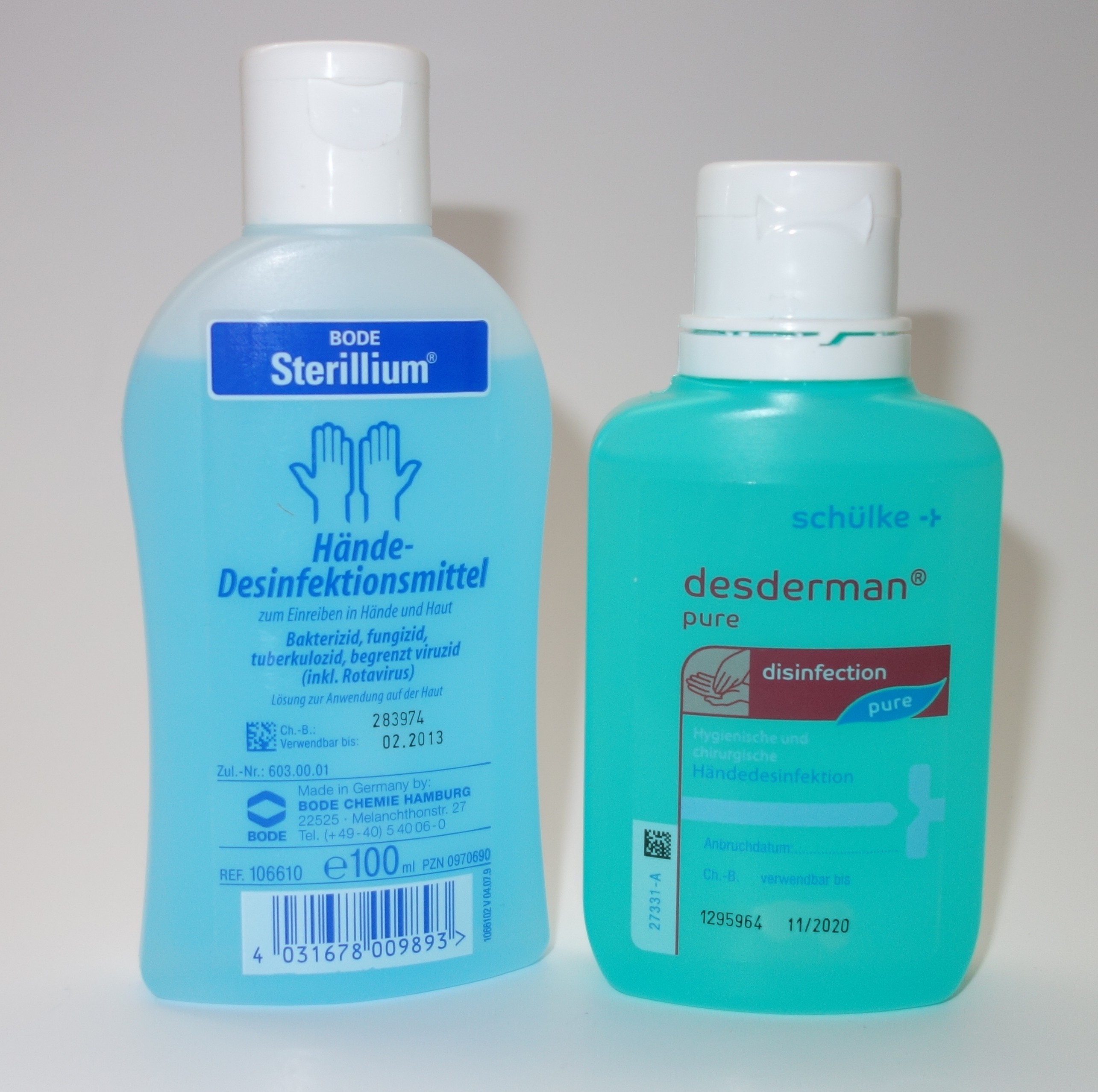
Händedesinfektionsmittel für die Kitteltasche

Mit der Gründung des Nationalen Referenzzentrums für Surveillance in Berlin und Freiburg begann im Jahre 1996 die Entwicklung eines einheitlichen Erhebungssystems zur bundesweiten Erfassung von nosokomialen Infektionen. Dieses Krankenhaus-Infektions-Surveillance-System, an dessen Erstellung Gastmeier wesentlich beteiligt war, wurde unter dem eingängigen Akronym KISS bekannt und ist inzwischen an über 2000 stationären und ambulanten medizinischen und pflegerischen Einrichtungen in Deutschland etabliert. KISS besteht aus mehreren Modulen, die jeweils auf einen Arbeitsbereich oder eine spezielle Versorgungssituation zugeschnitten sind. Von diesen hat das Modul Hand-KISS inzwischen die weiteste Verbreitung gefunden und wird in 1.482 deutschen Krankenhäusern (Stand Juli 2014) angewendet. Hand-KISS ermittelt die Akzeptanz – die sogenannte Adhärenz – des medizinischen und pflegerischen Personals für die Maßnahmen der Händedesinfektion, sowie den quantitativen Verbrauch an Händedesinfektionsmittel auf der jeweiligen Station, bzw. im jeweiligen medizinischen oder pflegerischen Arbeitsbereich. Zur Teilnahme an Hand-KISS erfasst die jeweils teilnehmende Einrichtung den Verbrauch an Händedesinfektionsmitteln selbst, stellt die Anzahl der jährlichen Behandlungsfälle, Patienten- und Pflegetage fest und übermittelt diese Daten an die Geschäftsstelle der ASH. Diese Erfassung und Übermittlung ist für alle teilnehmenden Einrichtungen verpflichtend und versetzt die ASH in die Lage, anhand von Referenzdaten die Hygienesituation in der jeweiligen Einrichtung – und darauf aufbauend im Gesundheitssystem insgesamt – zu beurteilen. Den Einrichtungen dienen die erhaltenen Daten zur Selbsteinschätzung, zur Verlaufsbeurteilung und als Basis für Personalfortbildungen.

### Zertifikate
Die Aktion Saubere Hände zeichnet Krankenhäuser, die sich besonders stringent um die Händehygiene bemühen, mit Zertifikaten in den Klassen Bronze, Silber und Gold aus. Die Staffelung in drei Stufen ermöglicht die Darstellung der unterschiedlichen Niveaus. An etwa 20 % der teilnehmenden stationären Einrichtungen ist bis März 2017 das Bronze-Zertifikat vergeben worden. 5 % der Krankenhäuser erhielten in diesem Zeitraum das Silber- und 1 % das Gold-Zertifikat. Das System der Zertifikate wurde im Jahr 2011 etabliert und bekam im Zuge einer Überarbeitung im Jahre 2014 sein aktuelles Format.

## Wissenschaftlicher Beirat
Viele Institutionen entsenden Fachleute in den wissenschaftlichen Beirat der ASH. Hierzu gehören unter anderem:
- die Arbeitsgemeinschaft der Wissenschaftlichen Medizinischen Fachgesellschaften
- die Kommission für Krankenhaushygiene und Infektionsprävention
- der Bundesverband der Ärztinnen und Ärzte des öffentlichen Gesundheitsdienstes
- das Aktionsbündnis Patientensicherheit